# De Oude Molen (Oudemolen)
De Oude Molen is een windmolen aan de Oudemolensedijk 16 in Oudemolen (gemeente Moerdijk). Het is een ronde stenen stellingmolen die als korenmolen is ingericht. De Oude Molen heeft tot in de jaren zestig van de 20e eeuw gedraaid. In het begin van de jaren zestig van de 20e eeuw zou de molen worden gerestaureerd, maar die plannen zijn door geldgebrek niet doorgegaan; in 1966 werd zelfs een sloopvergunning verleend. De molen werd in 1967 onttakeld en pas in 2000, toen de molen werd ondergebracht in een stichting, kwam verbetering in de situatie: in 2002 werd begonnen met het werk, dat tot 2008 zou duren. Bij de onttakeling waren alle nog bruikbare delen van het gaande werk verwijderd om elders hergebruikt te worden. Bij de restauratie zijn daar waar mogelijk zo veel mogelijk originele onderdelen gebruikt. Het bovenwiel is een exacte kopie van het origineel, dat in een andere molen was geplaatst.
Het gevlucht is uitgerust met zelfzwichting. Dit systeem was tot aan het moment van onttakeling aanwezig en is ook bij de restauratie aangebracht. In de molen bevinden zich 1 koppel 17der en 1 koppel 16der kunststenen. Verder is een hamermolen met DAF dieselmotor aanwezig.
De molen is op woensdag en zaterdag van 9 tot 17 uur te bezichtigen of op afspraak.

## Foto's

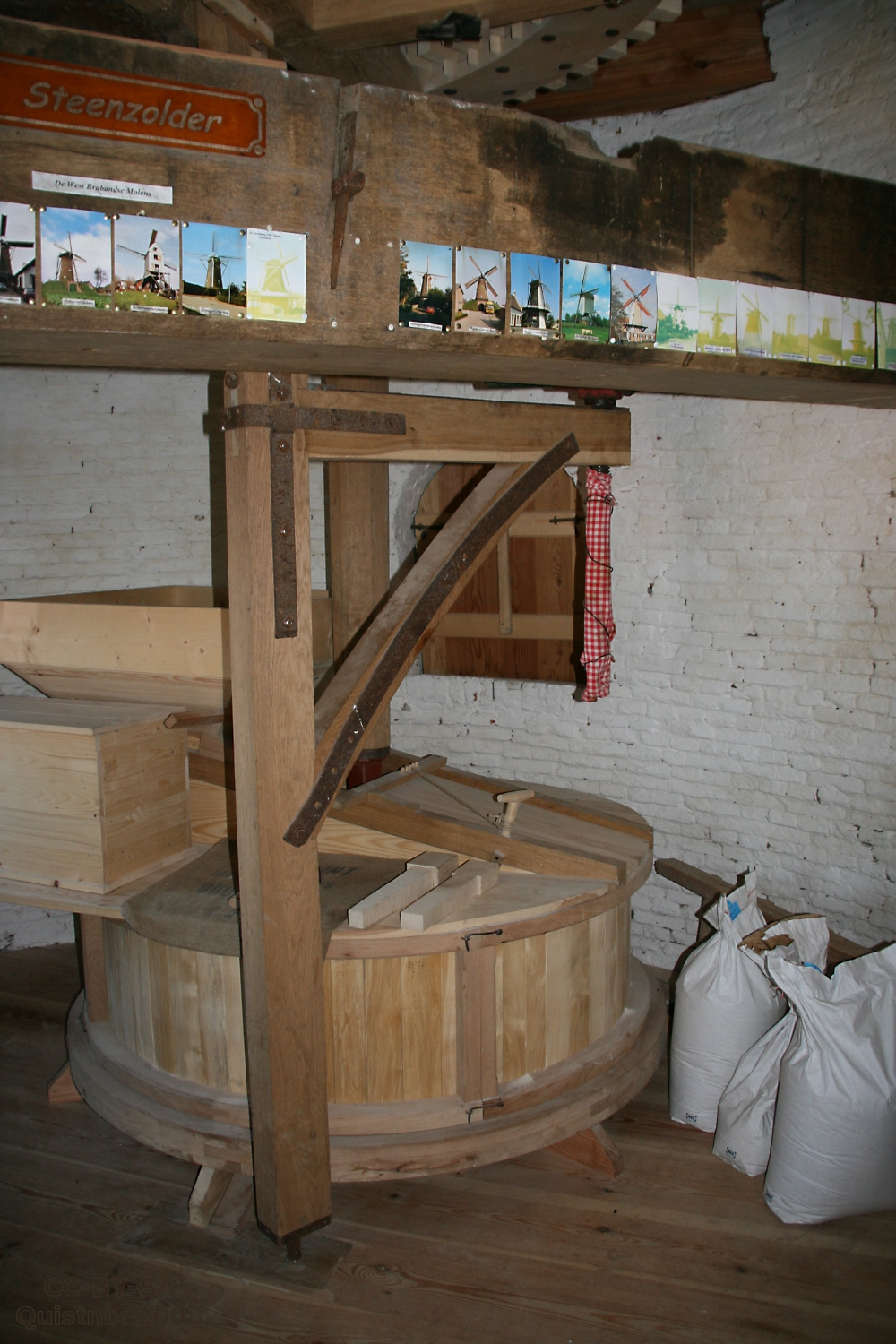
Een van de twee maalkuipen, met steenkraan
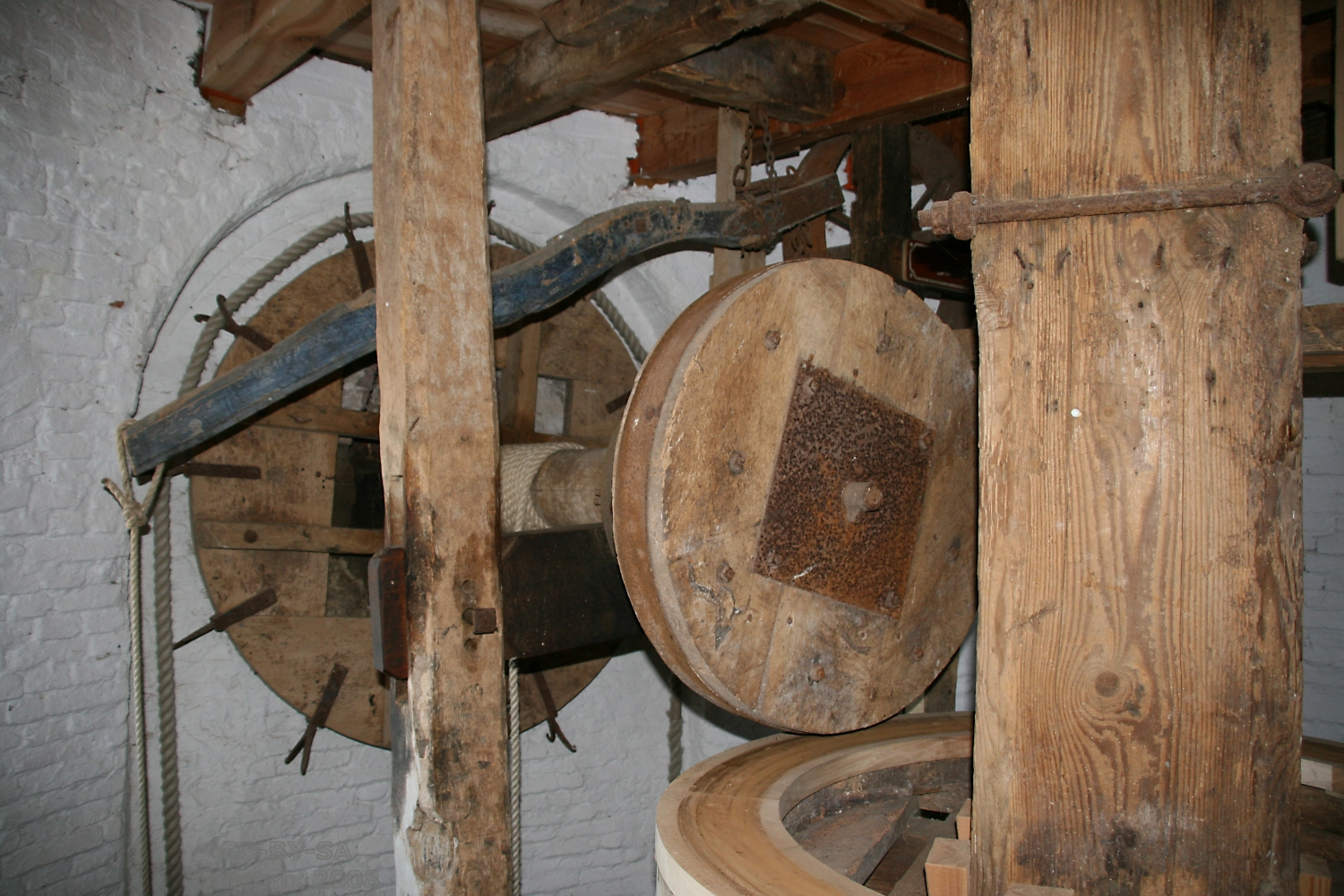
Het sleepluiwerk is nog grotendeels origineel
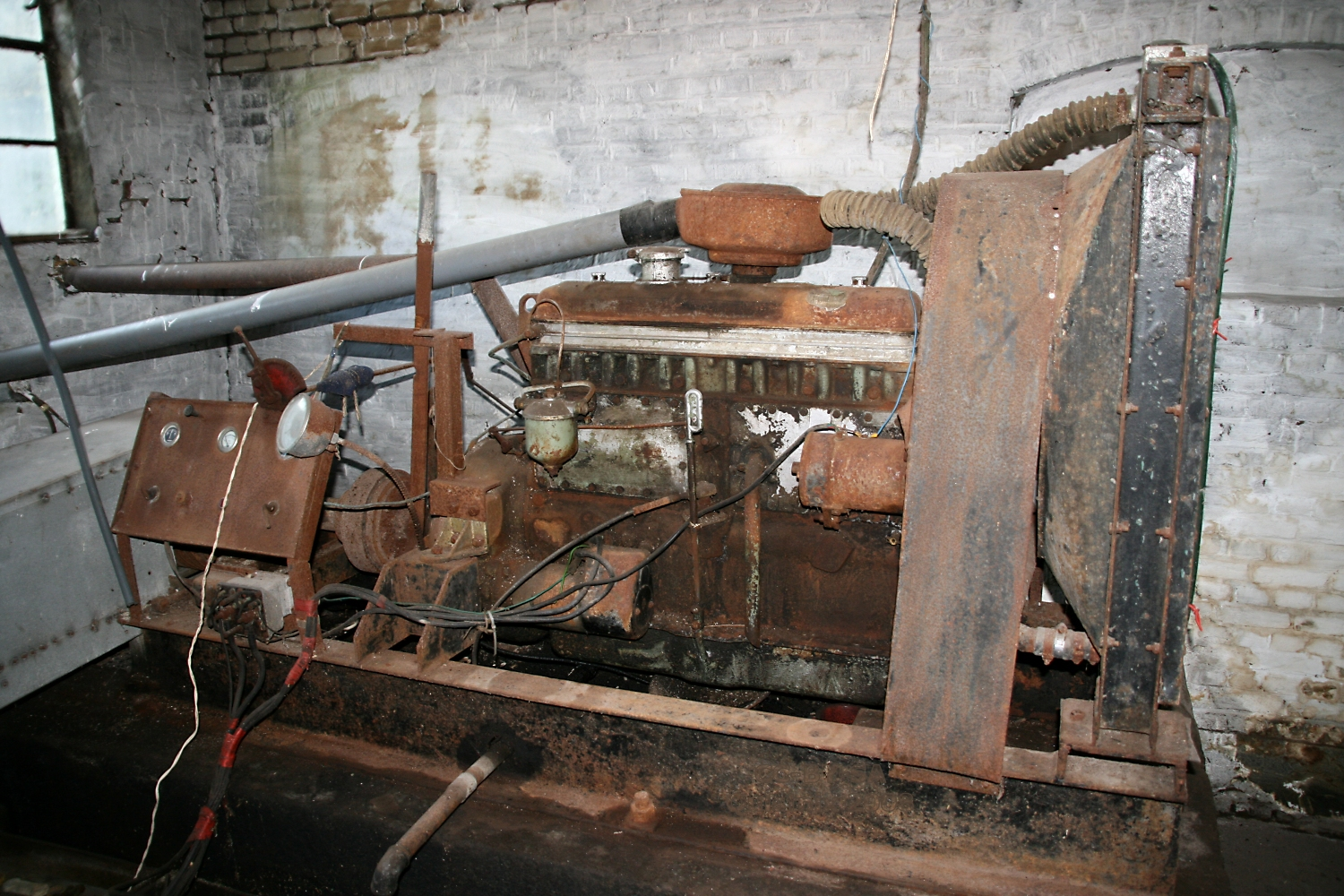
De dieselmotor